# 27 maja
27 maja jest 147. (w latach przestępnych 148.) dniem w kalendarzu gregoriańskim. Do końca roku pozostaje 218 dni.

## Święta
- Imieniny obchodzą: Augustyn, Eutropiusz, Fryderyk, Fryderyka, Jan, Julian, Juliusz, Lucjan, Magdalena, Małgorzata, Oliwer, Oliwier, Radowit i Świętobor.
- Boliwia – Dzień Matki
- Nigeria – Dzień Dziecka
- Polska:
  - Dzień Samorządu Terytorialnego
  - Dzień Diagnosty Laboratoryjnego (na pamiątkę odkrycia w 1961 kodu genetycznego przez Heinricha J. Matthaeia i Marshalla Warrena Nirenberga)[1]
  - Kościół Starokatolicki Mariawitów w RP – rocznica urodzin św. Marii Franciszki Kozłowskiej[2]
- Wspomnienia i święta w Kościele katolickim[3][4] obchodzą:
  - bł. Alojzy Grozde (męczennik)
  - św. Augustyn z Canterbury
  - św. Eutropiusz z Orange
  - św. Paweł VI (papież)

## Wydarzenia w Polsce
- 1462 – Podczas zjazdu w Głogowie król Polski Kazimierz IV Jagiellończyk i król Czech Jerzy z Podiebradów podpisali sojusz skierowany oficjalnie przeciw Imperium Osmańskiemu, a faktycznie przeciw atakom papieża Piusa II na Polskę (za wojnę z zakonem krzyżackim) i Czechy, których monarcha uważany był za króla husyckiego.
- 1625 – Zygmunt III Waza nadał Starodubowi prawo magdeburskie i herb miejski.
- 1643 – Wojewoda malborski Jakub Weiher założył Wejherowo.
- 1727 – Otwarto dla publiczności Ogród Saski w Warszawie.
- 1789 – Francuz Jean-Pierre Blanchard odbył na trasie Wrocław-Marcinowo koło Trzebnicy drugi nad terytorium dzisiejszej Polski załogowy lot balonem (17 dni po swym pierwszym locie nad Warszawą).
- 1794 – Insurekcja kościuszkowska: porażka powstańców w bitwie pod Lipniszkami.
- 1807 – IV koalicja antyfrancuska: wojska napoleońskie wkroczyły do Gdańska.
- 1809 – Wojna polsko-austriacka: wojska polskie zajęły Lwów.
- 1811 – W nocy z 27 na 28 maja we swym dworze w Cmolasie koło Kolbuszowej hrabina Łucja Franciszka Tyszkiewicz została zastrzelona przez swego 15-letniego syna Wincentego gdy, chcąc go przestraszyć, podeszła wraz ze stróżem owinięta prześcieradłem pod okno jego pokoju.
- 1819 – Pożar Gniezna.
- 1894 – Uruchomiono pierwszą linię tramwaju parowego na Górnym Śląsku.
- 1904 – Cesarz Niemiec Wilhelm II Hohenzollern dokonał otwarcia Kanału Kaszubskiego w Gdańsku.
- 1909 – Założono jeden z pierwszych polskich klubów piłkarskich Ostrovia 1909 Ostrów Wielkopolski.
- 1911 – Poświęcono kościół św. Jadwigi w Gliwicach.
- 1919:
  - Na zjeździe w Poznaniu utworzono Zjednoczenie Włościan, pierwszą partię ludową w Wielkopolsce.
  - Rada Białoruskiej Republiki Ludowej na czele z Antonem Łuckiewiczem przeniosła się z Wilna do Grodna, gdzie pozostawała do września 1919.
- 1924 – Rozpoczęto usypywanie Kopca Nieśmiertelności Adama Mickiewicza w Nowogródku, zakończone w 1931 roku.
- 1929 – Koło Łowicza Eugeniusz Bodo doprowadził do wypadku swojego Chevroleta, którym podróżował wraz z kolegami z kabaretu „Morskie Oko”, w wyniku czego śmierć na miejscu poniósł aktor Witold Roland.
- 1931 – Aleksander Prystor został premierem RP.
- 1943 – (lub 26 maja) 126 Polaków zostało zamordowanych przez grupę ukraińskich nacjonalistów we wsi Niemilia na Wołyniu.
- 1947 – Na dworcu w Lesznie doszło do strzelaniny między żołnierzami polskimi i radzieckimi, w której zginęło trzech Rosjan.
- 1961 – Odkryto skarb ze Skrwilna.
- 1983 – Otwarto dla publiczności statek-muzeum „Dar Pomorza”.
- 1989 – Na Stadionie Dziesięciolecia w Warszawie wystąpił Stevie Wonder.
- 1990 – Odbyły się wybory do samorządu terytorialnego.
- 1994 – Polska premiera filmu Trzy kolory. Czerwony w reżyserii Krzysztofa Kieślowskiego.
- 2004 – W Warszawie otwarto Centrum Olimpijskie.
- 2011 – Do Warszawy z dwudniową wizytą przybył prezydent USA Barack Obama.
- 2015 – Sevilla FC pokonała FK Dnipro 3:2 w rozegranym na Stadionie Narodowym w Warszawie meczu finałowym Ligi Europy UEFA.
- 2022 – Krystyna Sokołowska zdobyła we Włocławku tytuł Miss Polonia 2022.

## Wydarzenia na świecie
- 669 p.n.e. – Obrączkowe zaćmienie Słońca widoczne m.in. na Bliskim Wschodzie.
- 669 – Teodor z Tarsu przybył na Wyspy Brytyjskie.
- 927 – Piotr I został carem Bułgarii.
- 1153 – Malcolm IV został koronowany na króla Szkocji.
- 1234:
  - Król Francji Ludwik IX Święty poślubił Małgorzatę Prowansalską.
  - Powstanie chłopskie w Niemczech: decydująca klęska powstańców w bitwie pod Altenesch.
- 1293 – Trzęsienie ziemi i wywołane nim tsunami spowodowały śmierć ponad 23 tys. osób w japońskim mieście Kamakura.
- 1353 – W Budzie odbył się ślub króla czeskiego i niemieckiego Karola IV Luksemburskiego z Anną Świdnicką.
- 1525 – Został ścięty Thomas Müntzer, przywódca powstania chłopskiego w Niemczech.
- 1595 – Irlandzka wojna dziewięcioletnia: zwycięstwo powstańców nad Anglikami w bitwie pod Clontibret.
- 1600 – Król Michał Waleczny ogłosił się władcą Wołoszczyzny, Siedmiogrodu i Mołdawii, czym dokonał pierwszego zjednoczenia Rumunii.
- 1606 – Wielka smuta: rebelianci pod wodzą Wasyla Szujskiego wtargnęli na Kreml moskiewski i zamordowali cara Dymitra Samozwańca I i około 500 Polaków.
- 1610 – W Paryżu został publicznie stracony katolicki fanatyk François Ravaillac, zabójca króla Francji i Nawarry Henryka IV Burbona.
- 1653:
  - W Tournai odkryto grób panującego w V wieku króla Franków Childeryka I.
  - W trakcie wojny o tron mołdawski stoczono bitwę pod Fintą.
- 1657 – W Wiedniu został zawarty traktat między królem Polski Janem II Kazimierzem a cesarzem Leopoldem I Habsburgiem. W zamian za dochody z żup wielickich i obsadzenie garnizonów w Krakowie i Poznaniu, cesarz zobowiązał się do pomocy militarnej Polsce. Uzgodniono również, że po śmierci Jana Kazimierza wstąpi on na tron polski.
- 1660 – W Kopenhadze zawarto pokój kończący wojnę duńsko-szwedzką.
- 1679 – W Anglii wydano ustawę Habeas Corpus Act, która zakazywała organom państwa aresztowania obywatela bez zgody sądu.
- 1694 – Wojna palatynacka: zwycięstwo wojsk francuskich nad hiszpańskimi w bitwie nad rzeką Ter.
- 1703:
  - Car Piotr I Wielki założył Petersburg.
  - Klaudiusz Poullart des Places założył Zgromadzenie Ducha Świętego.
- 1770 – V wojna rosyjsko-turecka: nierozstrzygnięta bitwa morska pod Nauplią.
- 1797 – W Paryżu zgilotynowano François Noëla Babeufa i innych członków Sprzysiężenia Równych.
- 1798 – Rewolucja irlandzka: zwycięstwo Irlandczyków w bitwie pod Oulart Hill.
- 1812 – W Bukareszcie podpisano pokój kończący wojnę rosyjsko-turecką. Besarabia została przyłączona do Rosji.
- 1813 – Wojna brytyjsko-amerykańska: wojska amerykańskie zdobyły Fort George.
- 1824 – Papież Leon XII ogłosił rok 1825 Rokiem Świętym.
- 1829 – Po 5 latach pobytu na zesłaniu w Rosji Adam Mickiewicz wypłynął z Petersburga w półroczną podróż po Europie.
- 1832:
  - Na zamku w Hambach an der Weinstraße w Nadrenii-Palatynacie rozpoczęła się 4-dniowa, 30-tysięczna demonstracja (Hambacher Fest) na rzecz zjednoczonych i wolnych Niemiec oraz na znak solidarności z polskimi emigrantami po powstaniu listopadowym.
  - Wojna egipsko-turecka: wojska egipskie zdobyły po półrocznym oblężeniu Akkę.
- 1835 – João Carlos Saldanha de Oliveira e Daun został premierem Portugalii.
- 1838 – Braulio Carrillo Colina został po raz drugi prezydentem prowincji Kostaryka.
- 1850 – Louis Désiré Blanquart-Evrard zaprezentował we Francuskiej Akademii Nauk w Paryżu technikę utrwalania obrazu na odbitce albuminowej.
- 1857 – Niemiecki astronom Hermann Goldschmidt odkrył planetoidę (44) Nysa.
- 1859 – Włoska wojna wyzwoleńcza: zwycięstwo ochotników pod dowództwem Giuseppe Garibaldiego nad wojskiem austriackim w bitwie pod San Fermo.
- 1860 – Włoska wojna wyzwoleńcza: Giuseppe Garibaldi przypuścił atak na Palermo na Sycylii.
- 1862 – Wojna secesyjna: zwycięstwo wojsk Unii w bitwie pod Hanover Court House.
- 1864 – Wojna secesyjna: zwycięstwo Konfederatów w bitwie pod Pickett’s Mill.
- 1869 – W USA założono Partię Prohibicji.
- 1883 – Aleksander III Romanow został koronowany na cara Rosji.
- 1896 – Tornado zniszczyło Saint Louis w stanie Missouri, zabijając co najmniej 255 osób.
- 1897 – Piotr Fourier i Antoni Maria Zaccaria zostali kanonizowani przez papieża Leona XIII.
- 1901 – Założono niemiecki klub piłkarski Kickers Offenbach.
- 1905 – Wojna rosyjsko-japońska: rozpoczęła się bitwa pod Cuszimą.
- 1906 – Na Bali tubylcy splądrowali rozbity na rafie koralowej chiński statek. Po odmowie zapłaty odszkodowania, Holenderzy rozpoczęli najpierw blokadę południowego wybrzeża, a 14 września interwencję zbrojną na wyspie.
- 1908 – Założono klub piłkarski RSC Anderlecht Bruksela.
- 1912 – 69 osób zginęło, a 150 odniosło obrażenia w wyniku pożaru kina w hiszpańskim mieście Villarreal.
- 1915 – I wojna światowa: w angielskim porcie Sheerness eksplodował używany w czasie wojny jako stawiacz min statek pasażerski HMS „Princess Irene”, w wyniku czego zginęły 352 osoby.
- 1917:
  - Papież Benedykt XV promulgował pierwszy Kodeks prawa kanonicznego.
  - Wybuchł bunt w Armii Francuskiej.
- 1919 – Amerykański hydroplan Curtiss NC-4 zakończył w Lizbonie pierwszy w historii przelot (z międzylądowaniami) przez Atlantyk.
- 1920 – Powstała Tatarska ASRR.
- 1922 – W Paragwaju wybuchła wojna domowa.
- 1925 – 53 górników zginęło w wyniku ekspozji w kopalni węgla kamiennego koło Farmville w amerykańskim stanie Karolina Północna.
- 1926 – Wojska francusko-hiszpańskie zlikwidowały Republikę Rifu, powstałą po rewolcie ludności berberskiej w Maroku Hiszpańskim.
- 1927:
  - Ford Motor Company zakończył produkcję Modelu T.
  - Wielka Brytania zerwała stosunki dyplomatyczne z ZSRR.
- 1929 – W Englewood w stanie New Jersey pilot Charles Lindbergh ożenił się z Anne Morrow.
- 1930:
  - Otwarto Chrysler Building w Nowym Jorku.
  - Premiera amerykańskiego filmu wojennego Aniołowie piekieł w reżyserii Edmunda Gouldinga, Howarda Hughesa i Jamesa Whale’a.
- 1931 – August Piccard i Paul Kipfer wznieśli się z niemieckiego Augsburga balonem stratosferycznym na rekordową wysokość 15 785 m.
- 1933 – W Chicago rozpoczęła się Wystawa Światowa.
- 1934 – We Włoszech rozpoczęły się II Mistrzostwa Świata w Piłce Nożnej.
- 1936 – Brytyjski transatlantyk „Queen Mary” wypłynął w swój dziewiczy rejs z Southampton do Nowego Jorku.
- 1937 – W San Francisco otwarto Most Golden Gate.
- 1939 – Niemiecki statek pasażerski MS „St. Louis”, na którym grupa 930 Żydów podjęła próbę ewakuacji z III Rzeszy, dopłynął do Hawany, gdzie okazało się, że dokumenty imigracyjne pasażerów zostały anulowane, a negocjacje z rządem kubańskim nie przyniosły rezultatów. Ostatecznie statek udało się opuścić jedynie 29 pasażerom, a kilka osób popełniło samobójstwo. Pozostali pasażerowie, po odmowie przyjęcia przez inne kraje, zostali zmuszeni do powrotu do Antwerpii, w trakcie którego samobójstwo popełniło kilkanaście kolejnych osób.
- 1940 – Kampania francuska: w wiosce Le Paradis w departamencie Pas-de-Calais żołnierze 3. dywizji pancernej SS Totenkopf zamordowali 97 brytyjskich jeńców wojennych.
- 1941 – Bitwa o Atlantyk: został zatopiony przez Brytyjczyków niemiecki pancernik „Bismarck”. Spośród 2220 członków załogi uratowało się 115.
- 1942 – Czechosłowaccy cichociemni dokonali w Pradze zamachu na protektora Czech i Moraw Reinharda Heydricha, który zmarł 4 czerwca w wyniku powikłań pooperacyjnych.
- 1944:
  - Front zachodni: w wyniku alianckich bombardowań w Awinionie zginęło 525, a w Marsylii 1752 osoby.
  - Wojna na Pacyfiku: alianci zaatakowali wyspę Biak.
- 1948 – Urzędujący prezydent Libanu Biszara al-Churi został wybrany przez parlament na II kadencję.
- 1952 – Między Francją, RFN, Włochami i krajami Beneluksu został zawarty układ tworzący Europejską Wspólnotę Obronną (EWO).
- 1955 – Dokonano oblotu francuskiego samolotu pasażerskiego Sud Aviation Caravelle.
- 1956 – Na atolu Bikini Amerykanie przeprowadzili pierwszy wybuch tzw. trójfazowej bomby atomowej.
- 1957 – W Kirtland w amerykańskim stanie Ohio bombowiec B-36 Peacemaker zgubił nieuzbrojoną bombę atomową.
- 1959 – W Danbury w amerykańskim stanie Connecticut została założona, zajmująca się produkcją półprzewodników, firma National Semiconductor.
- 1960 – W Turcji doszło do wojskowego zamachu stanu pod wodzą gen. Cemala Gürsela. Internowano prezydenta Celâla Bayara, premiera Adnana Menderesa i członków rządu.
- 1961 – Amerykanin Ralph Boston ustanowił w Modesto w Kalifornii rekord świata w skoku w dal (8,24 m).
- 1962 – Wybuchł trwający do tej pory pożar pokładów węgla kamiennego pod Centralią (obecnie miasto opuszczone) w Pensylwanii.
- 1963 – Ukazał się drugi album Boba Dylana The Freewheelin’ Bob Dylan.
- 1966 – Rafael Paasio został premierem Finlandii.
- 1967 – W mieście Salto w Urugwaju Reprezentacja Polski w koszykówce mężczyzn w pierwszym w swej historii meczu na Mistrzostwach Świata pokonała Portoryko 76:64.
- 1971:
  - 46 osób zginęło, a 25 zostało rannych w katastrofie kolejowej pod Wuppertalem w Nadrenii Północnej-Westfalii.
  - Został aresztowany rumuński seryjny morderca Ion Rimaru.
- 1974 – Valéry Giscard d’Estaing został zaprzysiężony na prezydenta Francji, a Jacques Chirac objął stanowisko premiera.
- 1977:
  - 69 osób zginęło na Kubie w katastrofie należącego do Aerofłotu Iła-62.
  - Premiera komedii sensacyjnej Mistrz kierownicy ucieka w reżyserii Hala Needhama.
- 1978 – W katastrofie samolotu koło stolicy Senegalu Dakaru zginął premier Mauretanii Ahmad Busajf.
- 1979 – Otwarto granicę egipsko-izraelską.
- 1980:
  - Hua Guofeng jako pierwszy w historii premier Chin przybył z wizytą do Japonii.
  - W południowokoreańskim mieście Kwangju (Gwangju) wojsko krwawo stłumiło trwające od 18 maja powstanie skierowane przeciwko zamachowi stanu z 12 grudnia 1979 i rządom wojskowej dyktatury gen. Chun Doo-hwana. Według oficjalnych danych zginęło 207 osób, a 987 zostało rannych.
- 1981 – Film Człowiek z żelaza w reżyserii Andrzeja Wajdy zdobył Złotą Palmę na 34. Międzynarodowym Festiwalu Filmowym w Cannes.
- 1987 – FC Porto z Józefem Młynarczykiem w bramce zdobyło piłkarski Puchar Europy, pokonując w finale na Ernst Happel Stadion w Wiedniu Bayern Monachium 2:1.
- 1989 – W lawinie na Mount Everest zginęli polscy himalaiści: Mirosław Dąsal, Mirosław Gardzielewski, Zygmunt Andrzej Heinrich i Wacław Otręba, a Eugeniusz Chrobak zmarł dzień później wskutek odniesionych obrażeń. Jedynym ocalałym był Andrzej Marciniak.
- 1990 – Zwycięstwo Narodowej Ligi na Rzecz Demokracji w pierwszych od 30 lat wolnych wyborach w Birmie, unieważnionych decyzją armii.
- 1991 – W azjatyckiej części Rosji utworzono Tunkiński Park Narodowy.
- 1992 – 18 osób stojących w kolejce po chleb zginęło wskutek ostrzału w oblężonym przez Serbów Sarajewie.
- 1993 – W wyniku wybuchu samochodu-pułapki przed Galerią Uffizi we włoskiej Florencji zginęło 5 osób.
- 1994 – Aleksandr Sołżenicyn powrócił do Rosji.
- 1995 – Amerykański aktor Christopher Reeve w wyniku obrażeń odniesionych po upadku z konia został całkowicie sparaliżowany.
- 1997 – W Paryżu odbył się szczyt NATO-Rosja.
- 1999:
  - Międzynarodowy Trybunał Karny dla byłej Jugosławii oskarżył Slobodana Miloszevicia o zbrodnie przeciwko ludzkości.
  - Rozpoczęła się misja STS-96 wahadłowca Discovery.
- 2001 – Na mityngu w austriackim Götzis reprezentant Czech Roman Šebrle ustanowił rekord świata w dziesięcioboju (9026 pkt).
- 2002:
  - Palestyński terrorysta-samobójca wysadził się przy wejściu do kawiarni w izraelskim mieście Petach Tikwa, zabijając 2 osoby i raniąc 20.
  - Péter Medgyessy został premierem Węgier.
- 2005 – W samobójczym zamachu bombowym na meczet w stolicy Pakistanu Islamabadzie zginęło 19 osób, a ponad 70 zostało rannych.
- 2006 – Trzęsienie ziemi o sile 6,2 stopnia w skali Richtera na indonezyjskiej wyspie Jawa spowodowało śmierć ponad 6 tys. osób.
- 2009:
  - Co najmniej 24 osoby zginęły w zamachu samobójczym przed kwaterą policji w pakistańskim mieście Lahore.
  - Rozpoczęła się załogowa misja kosmiczna Sojuz TMA-15.
- 2010 – W wyniku trwających od 23 maja zamieszek w stolicy Jamajki Kingston zginęły 73 osoby.
- 2011 – Rebelia Al-Ka’idy w Jemenie: rozpoczęła się bitwa o Zindżibar.
- 2014 – Prezydent Abchazji Aleksandr Ankwab uciekł do rosyjskiej bazy wojskowej w Gudaucie po tym jak demonstranci przypuścili szturm na pałac prezydencki w Suchumi. Opozycja ogłosiła przejęcie władzy i powołała Tymczasową Radę Narodową.
- 2015 – W amerykańskim stanie Nebraska zniesiono karę śmierci.
- 2016 – Baciro Djá został po raz drugi premierem Gwinei Bissau.
- 2022 – Inwazja Rosji na Ukrainę: wojska rosyjskie zajęły Łyman w obwodzie donieckim.
- 2023 – Amerykanin Ryan Crouser ustanowił w Los Angeles rekord świata w pchnięciu kulą (23,56 m).

## Urodzili się
- 1141 – Eisai Myōan, japoński mnich buddyjski (zm. 1215)
- 1178 – (lub 20 maja) Tomasz I, hrabia Sabaudii (zm. 1233)
- 1332 – Ibn Chaldun, arabski historyk, socjolog, dyplomata, teolog (zm. 1406)
- 1509 – Pasquale Cicogna, doża Wenecji (zm. 1595)
- 1519 – Girolamo Mei, włoski humanista, filolog klasyczny, badacz starogreckiej teorii muzyki (zm. 1594)
- 1537 – Ludwik IV, landgraf Hesji-Marburg (zm. 1604)
- 1564 – Małgorzata Gonzaga, księżniczka Mantui, księżna Ferrary, Modeny i Reggio (zm. 1618)
- 1584 – Michael Altenburg, niemiecki kompozytor (zm. 1640)
- 1601 – Antoni Daniel, francuski jezuita, misjonarz, męczennik, święty (zm. 1648)
- 1626 – Wilhelm II Orański, książę Oranii, stadhouder Republiki Zjednoczonych Prowincji (zm. 1650)
- 1639 – Laura Martinozzi, księżna Modeny i Reggio (zm. 1687)
- 1651 – Louis-Antoine de Noailles, francuski duchowny katolicki, arcybiskup Paryża, kardynał (zm. 1729)
- 1652 – Elżbieta Charlotta, księżniczka Palatynatu Reńskiego, księżna orleańska (zm. 1722)
- 1661 – Willem Buys, holenderski polityk, dyplomata (zm. 1749)
- 1676 – Maria Clara Eimmart, niemiecka astronom, graficzka (zm. 1707)
- 1684 – Wilhelm Reinhard von Neipperg, austriscki hrabia, dowódca wojskowy (zm. 1774)
- 1690 – Józef Jan I, książę Liechtensteinu (zm. 1732)
- 1699 – (data chrztu) Giovanni Antonio Guardi, włoski malarz (zm. 1760)
- 1733 – Jan Chrystian Bockshammer, polski pastor ewangelicki, pisarz, nauczyciel (zm. 1804)
- 1738 – Nathaniel Gorham, amerykański polityk (zm. 1796)
- 1747 – Malte Ramel, szwedzki polityk (zm. 1824)
- 1756 – Maksymilian I Józef Wittelsbach, elektor i król Bawarii (zm. 1825)
- 1758 – Franz Kratter, niemiecki pisarz, scenograf (zm. 1830)
- 1772 – Marie Anne Lenormand, francuska wróżbitka (zm. 1843)
- 1774 – Francis Beaufort, irlandzki fizyk, meteorolog (zm. 1857)
- 1776 – Jan Marceli Gutkowski, polski duchowny katolicki, biskup janowski (zm. 1863)
- 1779 – Juan Antonio Ribera, hiszpański malarz (zm. 1860)
- 1781 – Feliks Bentkowski, polski historyk literatury, bibliograf, językoznawca, archiwista (zm. 1852)
- 1782 – Antoni Jan Ostrowski, polski szlachcic, generał, polityk, uczestnik powstania listopadowego (zm. 1845)
- 1784 – Leon Borowski, polski filolog, krytyk literacki (zm. 1846)
- 1794 – John Conolly, brytyjski psychiatra pochodzenia irlandzkiego (zm. 1866)
- 1797 – Gustaw Małachowski, polski polityk, poseł na Sejm Królestwa Polskiego (zm. 1835)
- 1799 – Jacques Fromental Halévy, francuski kompozytor (zm. 1862)
- 1811 – Maria Giuseppa Rossello, włoska zakonnica, święta (zm. 1880)
- 1814 – John Manners-Sutton, brytyjski arystokrata, polityk, administrator kolonialny (zm. 1877)
- 1818 – Amelia Bloomer, amerykańska sufrażystka (zm. 1894)
- 1819:
  - Julia Ward Howe, amerykańska abolicjonistka, działaczka społeczna, aktywistka polityczna, pisarka (zm. 1910)
  - Jerzy V, król Hanoweru (zm. 1878)
  - Thomas H. Stevens Jr., amerykański admirał (zm. 1896)
- 1820:
  - Matylda Letycja Bonaparte, francuska arystokratka (zm. 1904)
  - Karl Gratza, niemiecki duchowny katolicki, polityk (zm. 1876)
- 1832 – Jules Lachelier(inne języki), francuski filozof (zm. 1918)
- 1833 – Laura Gundersen, norweska aktorka (zm. 1898)
- 1835 – Antoni Trusow, rosyjski i białoruski rewolucjonista, uczestnik powstania styczniowego (zm. ok. 1886)
- 1837:
  - Dziki Bill Hickok, amerykański rewolwerowiec (zm. 1876)
  - Iłłarion Woroncow-Daszkow, rosyjski generał kawalerii, polityk (zm. 1916)
- 1838 – Edmund Dzierżyński, polski szlachcic, ziemianin, nauczyciel, ojciec Feliksa (zm. 1882)
- 1839 – Lucjan Malinowski, polski językoznawca, folklorysta, podróżnik (zm. 1898)
- 1840 – Lars Fredrik Nilson, szwedzki chemik (zm. 1899)
- 1843 – Dmitrij Samokwasow, rosyjski archeolog, historyk prawa (zm. 1911)
- 1844 – Teresa Helena Higginson, brytyjska nauczycielka, mistyczka i stygmatyczka katolicka (zm. 1905)
- 1847 – Ludwik Masłowski, publicysta, tłumacz, socjolog, pisarz polityczny (zm. 1928)
- 1848 – Władysław Olechnowicz, polski lekarz psychiatra, antropolog, etnograf, archeolog (zm. 1918)
- 1850:
  - Thomas Cream, szkocki lekarz, seryjny morderca (zm. 1892)
  - Stanisław Tomkowicz, polski historyk sztuki, konserwator zabytków, dziennikarz (zm. 1933)
- 1851 – Karl Dehio, niemiecki patolog (zm. 1927)
- 1852 – Yasumasa Fukushima, japoński generał (zm. 1919)
- 1857 – Max Hödel, niemiecki anarchista, zamachowiec (zm. 1878)
- 1858 – Klara Bosatta, włoska zakonnica, błogosławiona (zm. 1887)
- 1862 – Feliksa Kozłowska, polska zakonnica, założycielka mariawityzmu (zm. 1921)
- 1863 – Franz Schalk, austriacki dyrygent, pedagog (zm. 1931)
- 1864:
  - Leopold Caro, polski ekonomista, adwokat (zm. 1939)
  - Władysław Idzikowski, polski księgarz, wydawca (zm. 1944)
- 1866 – Jan Zarański, polski prawnik, inżynier górnictwa (zm. 1940)
- 1867 – Arnold Bennett, brytyjski pisarz (zm. 1931)
- 1868:
  - Aleksa Šantić, bośniacki poeta narodowości serbskiej (zm. 1924)
  - Feliks Władysław Starczewski, polski kompozytor, pianista, muzykolog (zm. 1945)
- 1870:
  - Arthur Foljambe, brytyjski arystokrata, polityk, gubernator generalny Nowej Zelandii (zm. 1941)
  - Patrik Haglund, szwedzki chirurg, ortopeda (zm. 1937)
  - Adolf Schulten, niemiecki historyk, archeolog (zm. 1960)
- 1871:
  - Oskar Picht, niemiecki wynalazca (zm. 1945)
  - Georges Rouault, francuski malarz (zm. 1958)
- 1874 – Dustin Farnum, amerykański aktor, wokalista, tancerz (zm. 1929)
- 1876:
  - Jan Kucharzewski, polski historyk, prawnik, polityk, premier RP (zm. 1952)
  - Ferdynand Ossendowski, polski pisarz, dziennikarz, podróżnik, antykomunista, działacz polityczny, naukowy i społeczny (zm. 1945)
- 1877 – Jussuf Ibrahim, niemiecki pediatra pochodzenia egipskiego (zm. 1953)
- 1879:
  - Bronisław Bandrowski, polski filozof, psycholog (zm. 1914)
  - Karl Ludwig Bühler, niemiecki psycholog, językoznawca (zm. 1963)
  - Lucile Watson, kanadyjska aktorka (zm. 1962)
- 1881:
  - Brunon Konczakowski, polski kupiec, kolekcjoner militariów (zm. 1959)
  - Róża Rock, polska działaczka społeczna, filantropka pochodzenia żydowskiego (zm. 1926)
- 1882 – Simon Ter-Petrosjan, ormiański rewolucjonista, bolszewik (zm. 1922)
- 1883:
  - Wolfgang Ostwald niemiecki chemik, biolog, wykładowca akademicki (zm. 1943)
  - Zdzisław Steusing, polski bakteriolog, wykładowca akademicki (zm. 1952)
- 1884 – Max Brod, czesko-izraelski pisarz, kompozytor pochodzenia żydowskiego (zm. 1968)
- 1885:
  - Zbigniew Pronaszko, polski malarz, rzeźbiarz, scenograf (zm. 1958)
  - Richmond Turner, amerykański admirał (zm. 1961)
- 1886 – Kazimierz Konarski, polski archiwista, pisarz, historyk (zm. 1972)
- 1887 – Kazimierz Fajans, amerykański fizykochemik, wykładowca akademicki pochodzenia polskiego (zm. 1975)
- 1888 – Louis Durey, francuski kompozytor (zm. 1979)
- 1890:
  - Stefan Krupko, polski botanik-embriolog (zm. 1976)
  - Nell Martin, amerykańska pisarka (zm. 1961)
  - Czesław Skawiński, polski malarz, pedagog (zm. 1974)
- 1891 – Claude Champagne, kanadyjski kompozytor, pedagog pochodzenia irlandzko-francuskiego (zm. 1965)
- 1892 – Chan Nak, kambodżański prawnik, urzędnik, polityk, premier Kambodży (zm. 1954)
- 1893:
  - Harry Crookshank, brytyjski polityk (zm. 1961)
  - Hermann Dörnemann, niemiecki superstulatek (zm. 2005)
  - Jan Janowicz, polski chirurg, urolog (zm. 1964)
- 1894:
  - Louis-Ferdinand Céline, francuski pisarz (zm. 1961)
  - Dashiell Hammett, amerykański pisarz (zm. 1961)
- 1895:
  - Otto Katz, austriacki pisarz (zm. 1952)
  - Pantielejmon Sazonow, radziecki reżyser filmów animowanych (zm. 1950)
  - Karol Ziemski, polski pułkownik (zm. 1974)
- 1896 – Zygmunt Krauze, polski podporucznik piechoty (zm. 1920)
- 1897:
  - John Douglas Cockcroft, brytyjski fizyk jądrowy, laureat Nagrody Nobla (zm. 1967)
  - Dink Templeton, amerykański rugbysta, trener (zm. 1962)
- 1899:
  - Dow Josef, izraelski prawnik, polityk (zm. 1980)
  - Raymond Knister, kanadyjski poeta, prozaik (zm. 1932)
  - Kazimiera Lutówna, polska aktorka, pisarka (zm. 1966)
- 1900 – Uładzimir Żyłka, białoruski poeta, krytyk literacki, tłumacz (zm. 1933)
- 1901:
  - Maria Emhart, austriacka polityk (zm. 1981)
  - Jerzy Kahané, polski duchowny luterański, redaktor prasy kościelnej (zm. 1941)
  - Joseph Wendel, niemiecki duchowny katolicki, arcybiskup Monachium i Fryzyngi, kardynał (zm. 1960)
- 1902:
  - Émile Benveniste, francuski lingwista, wykładowca akademicki (zm. 1976)
  - Iwan Katajew, rosyjski pisarz (zm. 1937)
- 1903:
  - Władimir Głuzdowski, radziecki generał porucznik (zm. 1967)
  - Jan Jaroszewicz, polski duchowny katolicki, biskup kielecki (zm. 1980)
  - Władysław Kozłowski, polski pisarz, tłumacz (zm. 1992)
  - Józef Walicki, polski rotmistrz (zm. 1942)
- 1904 – Antoni Żochowski, polski podporucznik (zm. 1940)
- 1905:
  - Young Corbett III, amerykański bokser pochodzenia włoskiego (zm. 1993)
  - Marlin Hurt, amerykański aktor, komik (zm. 1946)
  - Karl Köther, niemiecki kolarz torowy (zm. 1986)
  - Henryk Teleżyński, polski botanik (zm. 1989)
- 1906:
  - Buddhadasa, tajski mnich buddyjski (zm. 1993)
  - Antonio Rosario Mennonna, włoski duchowny katolicki, biskup Muro Lucano (zm. 2009)
- 1907:
  - Rachel Carson, amerykańska biolog, pisarka (zm. 1964)
  - Arturo Rodríguez, argentyński bokser (zm. 1982)
  - Karl Johannes Herbert Seifert, niemiecki matematyk, wykładowca akademicki (zm. 1996)
  - Giuseppe Maria Sensi, włoski kardynał (zm. 2001)
- 1909:
  - Sasza Blonder, polski malarz pochodzenia żydowskiego (zm. 1949)
  - Donald Finlay, brytyjski lekkoatleta, płotkarz, pilot wojskowy (zm. 1970)
  - Dolores Hope, amerykańska piosenkarka, filantrop (zm. 2011)
  - Juan Vicente Pérez Mora, wenezuelski superstulatek, najstarszy mężczyzna na świecie (zm. 2024)
- 1910:
  - Mario Majoni, włoski piłkarz wodny (zm. 1985)
  - Roman Reinfuss, polski etnograf (zm. 1998)
  - Alfons Sebastiá Viñals, hiszpański duchowny katolicki, męczennik, błogosławiony (zm. 1936)
- 1911:
  - Hubert Humphrey, amerykański polityk, wiceprezydent USA (zm. 1978)
  - Maria Kaniewska, polska aktorka, reżyserka i scenarzystka filmowa (zm. 2005)
  - Teddy Kollek, izraelski polityk, burmistrz Jerozolimy (zm. 2007)
  - Vincent Price, amerykański aktor (zm. 1993)
- 1912:
  - Michał Busłowicz, polski porucznik, cichociemny, uczestnik powstania warszawskiego (zm. 1944)
  - John Cheever, amerykański pisarz (zm. 1982)
- 1913:
  - Vicente Calderón, hiszpański przedsiębiorca, działacz piłkarski (zm. 1987)
  - Bert Hoselitz, austriacko-amerykański ekonomista (zm. 1995)
  - Wols, niemiecki malarz, grafik, fotograf (zm. 1951)
- 1914:
  - Bohdan Arct, polski kapitan pilot, pisarz (zm. 1973)
  - Frederick Erroll, brytyjski arystokrata, polityk (zm. 2000)
  - Bogusław Leśnodorski, polski prawnik, historyk prawa (zm. 1985)
  - Renzo Nostini, włoski szablista, florecista, działacz sportowy (zm. 2005)
- 1915:
  - Kiriłł Iljaszenko, radziecki i mołdawski polityk (zm. 1980)
  - Herman Wouk, amerykański pisarz (zm. 2019)
- 1918 – Yasuhiro Nakasone, japoński polityk, premier Japonii (zm. 2019)
- 1919 – Andrzej Nowicki, polski filozof, religioznawca, dyplomata, ateista, wolnomularz (zm. 2011)
- 1920:
  - Jan Stamieszkin, polski generał brygady (zm. 1971)
  - Rubén Uriza Castro, meksykański jeździec sportowy (zm. 1992)
- 1921:
  - Caryl Chessman, amerykański przestępca (zm. 1960)
  - Harry G. Haskell, amerykański polityk (zm. 2020)
  - Czesław Madajczyk, polski historyk, wykładowca akademicki, działacz partyjny (zm. 2008)
  - Jetty Paerl, holenderska piosenkarka (zm. 2013)
  - Jan Venulet, polsko-szwajcarski farmakolog, wykładowca akademicki, żołnierz AK, uczestnik powstania warszawskiego (zm. 2011)
- 1922:
  - Otto Carius, niemiecki porucznik, as pancerny (zm. 2015)
  - Christopher Lee, brytyjski aktor (zm. 2015)
  - Aleksandr Wawiłow, rosyjski specjalista w dziedzinie automatyki, wykładowca akademicki (zm. 1983)
  - Andrzej Zajączkowski, polski socjolog, antropolog kulturowy, afrykanista, wykładowca akademicki (zm. 1994)
- 1923:
  - Zbigniew Florczak, polski pisarz, tłumacz, krytyk sztuki (zm. 2005)
  - Alojzy Grozde, słoweński męczennik, błogosławiony (zm. 1943)
  - Henry Kissinger, niemiecko-amerykański profesor nauk politycznych, dyplomata, polityk, doradca ds. bezpieczeństwa narodowego, laureat Pokojowej Nagrody Nobla pochodzenia żydowskiego (zm. 2023)
- 1924:
  - Mieczysław Bień, polski generał brygady (zm. 2008)
  - Ladislav Chudík, słowacki aktor (zm. 2015)
  - Jaime Lusinchi, wenezuelski lekarz pediatra, polityk, prezydent Wenezueli (zm. 2014)
  - Brother John Sellers(inne języki), amerykański wokalista i gitarzysta bluesowy[5] (zm. 1999)
- 1925:
  - René Dérency, francuski koszykarz (zm. 1954)
  - Walter Eich, szwajcarski piłkarz, trener (zm. 2018)
- 1926:
  - Kees Rijvers, holenderski piłkarz, trener (zm. 2024)
  - Petr Sgall, czeski językoznawca (zm. 2019)
  - Bud Shank, amerykański saksofonista, flecista (zm. 2009)
- 1927:
  - Zofia Bartoszewska, polska filolog, redaktor, uczestniczka powstania warszawskiego, działaczka opozycji antykomunistycznej (zm. 2017)
  - Piet Cleij, holenderski leksykograf, językoznawca, wykładowca akademicki (zm. 2015)
  - Aleksander Zwierko, polski architekt, urbanista, żołnierz AK (zm. 2003)
- 1928:
  - Constantin Ticu Dumitrescu, rumuński polityk (zm. 2008)
  - Dick Schnittker, amerykański koszykarz (zm. 2020)
  - Zdzisław Trojanowski, polski hokeista, trener i działacz hokejowy (zm. 2006)
- 1929:
  - Czesław Erber, polski bibliolog (zm. 2016)
  - Roman Iwanyczuk, ukraiński pisarz (zm. 2016)
- 1930:
  - John Barth, amerykański pisarz (zm. 2024)
  - Benon Miśkiewicz, polski historyk, polityk, minister nauki i szkolnictwa wyższego (zm. 2008)
  - William S. Sessions, amerykański prawnik, polityk, urzędnik państwowy, dyrektor FBI (zm. 2020)
  - Eino Tamberg, estoński kompozytor, pedagog (zm. 2010)
- 1931:
  - John Chapple, brytyjski marszałek polny, polityk, gubernator Gibraltaru (zm. 2022)
  - Bernard Fresson, francuski aktor (zm. 2002)
  - Fatin Hamama, egipska aktorka (zm. 2015)
  - Philip Kotler, amerykański ekonomista
  - Janusz Kubicki, polski aktor (zm. 2014)
- 1932:
  - Jerzy Goliński, polski polityk, poseł na Sejm PRL (zm. 2001)
  - Giennadij Szatkow, rosyjski bokser (zm. 2009)
  - José Varacka, argentyński piłkarz (zm. 2018)
- 1933:
  - Werner Proske, polski lekkoatleta, sprinter i płotkarz (zm. 2021)
  - Jerzy Nasierowski, polski aktor, pisarz
- 1934:
  - Bryan Douglas, angielski piłkarz
  - Harlan Ellison, amerykański pisarz science fiction (zm. 2018)
  - Krystyna Grodzińska, polska botanik, ekolog
  - Zbigniew Jabłonowski, polski biolog, parazytolog, działacz polonijny (zm. 2008)
  - Reinhard Rürup, niemiecki historyk (zm. 2018)
  - Anatol Waliczenka, polski dyrygent, chórmistrz, kolekcjoner (zm. 2021)
- 1935:
  - Ramsey Lewis, amerykański pianista jazzowy[5] i kompozytor (zm. 2022)
  - Stefan Starczewski, polski socjolog, działacz opozycji antykomunistycznej (zm. 2014)
- 1936:
  - Benjamin Bathurst, brytyjski admirał
  - Ranjit Bhatia, indyjski lekkoatleta, długodystansowiec, publicysta sportowy (zm. 2014)
  - Ivo Brešan, chorwacki prozaik, dramaturg (zm. 2017)
  - Louis Gossett Jr., amerykański aktor (zm. 2024)
  - Adam Michel, polski piłkarz (zm. 1990)
- 1937:
  - Andriej Bitow, rosyjski pisarz (zm. 2018)
  - Christopher Budd, brytyjski duchowny katolicki, biskup Plymouth (zm. 2023)
  - Franciszek Grucza, polski językoznawca
- 1938:
  - Halina Nowina Konopka, polska architekt, polityk, poseł na Sejm RP
  - Igor Zajcew, rosyjski szachista, trener
- 1939:
  - Henryk Podbielski, polski filolog klasyczny, historyk filozofii, hellenista, profesor nauk humanistycznych (zm. 2025)
  - Alta Vášová, słowacka pisarka, scenarzystka
- 1940:
  - Sotsha Dlamini, suazyjski polityk, premier Suazi (zm. 2017)
  - Sandy Gallin(inne języki), amerykańska producentka muzyczna, promotorka talentów (zm. 2017)
  - Mariano Haro, hiszpański lekkoatleta, długodystansowiec (zm. 2024)
  - Hubert Kostka, polski piłkarz, bramkarz, trener
  - Jean-Claude Piumi, francuski piłkarz (zm. 1996)
  - Gilberto Reis, portugalski duchowny katolicki, biskup Setúbal
- 1941:
  - Teppo Hauta-aho, fiński kontrabasista, kompozytor (zm. 2021)
  - Hsu Hsin-liang, tajwański polityk
  - Anna Krupska-Perek, polska językoznawczyni, profesor nauk humanistycznych (zm. 2021)
  - Neil MacCormick, szkocki prawnik, polityk (zm. 2009)
  - Dieter Wohlfahrt, austriacki aktywista polityczny (zm. 1961)
- 1942:
  - Kent Bernard, trynidadzko-tobagijski lekkoatleta, sprinter (zm. 2025)
  - Piers Courage, brytyjski kierowca wyścigowy (zm. 1970)
  - Roger Freeman, brytyjski polityk, minister ds. transportu publicznego (zm. 2025)
  - Władysław Grodecki, polski geodeta, podróżnik, przewodnik (zm. 2018)
  - Andrzej Zoll, polski prawnik, wykładowca akademicki, rzecznik praw obywatelskich, prezes Trybunału Konstytucyjnego
- 1943:
  - Cilla Black[5], brytyjska piosenkarka, aktorka (zm. 2015)
  - Izabella Nawe-Spychalska, polska śpiewaczka operowa (sopran koloraturowy) (zm. 2018)
  - Luděk Sobota, czeski aktor
- 1944:
  - Christopher Dodd, amerykański polityk, senator
  - Karol Gruszczyk, polski historyk sztuki, konserwator zabytków (zm. 1998)
  - Wiesław Sokołowski, polski poeta
  - Pleun Strik, holenderski piłkarz (zm. 2022)
- 1945:
  - Gennaro Acampa, włoski duchowny katolicki, biskup pomocniczy Neapolu
  - Alvaro Julio Beyra Luarca, kubański duchowny katolicki, biskup Santisimo Salvador de Bayamo y Manzanillo
  - Péter Marót, węgierski szablista (zm. 2020)
- 1946:
  - Lewis Collins, brytyjski aktor (zm. 2013)
  - Zbigniew Jaremko, polski saksofonista jazzowy, kompozytor (zm. 2022)
  - Jan Żukowski, polski polityk, samorządowiec, poseł na Sejm RP, wójt gminy Żórawina
- 1947:
  - Peter DeFazio, amerykański polityk, kongresman
  - Georg Feuerstein, niemiecki filozof, historyk religii, indolog, wykładowca akademicki (zm. 2012)
  - Branko Oblak, słoweński piłkarz, trener
  - Kenpachirō Satsuma, japoński aktor (zm. 2023)
  - Marta Vincenzi, włoska działaczka samorządowa, polityk
- 1948:
  - Wiesław Kubicki, polski samorządowiec, wójt gminy Zarzecze
  - Ewa Lejczak, polska aktorka (zm. 2009)
  - Gábor Presser, węgierski muzyk, członek zespołów: Omega i Locomotiv GT
  - * 27 maja – Pete Sears(inne języki), angielski gitarzysta basowy[5]
  - Aleksandr Wołkow, radziecki pułkownik lotnictwa, kosmonauta
- 1949:
  - Terry Collins, amerykański baseballista, menedżer
  - Piotr Nowina-Konopka, polski ekonomista, polityk, poseł na Sejm RP, działacz społeczny, dyplomata (zm. 2025)
  - Serge Poitras, kanadyjski duchowny katolicki, biskup Timmins
- 1950:
  - Dee Dee Bridgewater, amerykańska wokalistka jazzowa, aktorka
  - Mario González, urugwajski piłkarz
  - Jan Grabowski, polski żużlowiec, trener (zm. 2017)
  - John Kinsella, australijski zapaśnik (zm. 2020)
- 1951:
  - Ana Belén, hiszpańska śpiewaczka, aktorka
  - Antonia Bird, brytyjska reżyserka filmowa (zm. 2013)
  - Stepan Chapman, amerykański pisarz science fiction (zm. 2014)
  - Nico Cirasola, włoski reżyser i scenarzysta filmowy (zm. 2023)
  - Danuta Hocheker, polska brydżystka
  - Tomasz Rodowicz, polski historyk filozofii, muzyk, aktor, reżyser teatralny
- 1952:
  - Halina Chrobak, polska aktorka
  - Spartak Pecani, albański reżyser i producent filmowy
  - Robert Yates, amerykański seryjny morderca
- 1953:
  - Mitrofan (Badanin), rosyjski biskup prawosławny
  - Lena Johansson, szwedzka lekkoatletka, skoczkini w dal
  - Hideyuki Nagashima, japoński zapaśnik
  - Krzysztof Olesiński, polski basista rockowy, członek zespołu Maanam (zm. 2023)
  - Stanisław Ożóg, polski geodeta, samorządowiec, polityk, poseł na Sejm RP
- 1954:
  - Catherine Carr, amerykańska pływaczka
  - Petre Dicu, rumuński zapaśnik
  - Bartłomiej Szrajber, polski urzędnik samorządowy, polityk, poseł na Sejm RP
  - Grzegorz Tomczak, polski poeta, pieśniarz, kompozytor
- 1955:
  - Eric Bischoff, amerykański przedsiębiorca i producent telewizyjny
  - Mirosław Chmiel, polski artysta fotograf
  - Philippe Mousset, francuski duchowny katolicki, biskup Périgueux
  - Richard Schiff, amerykański aktor
  - Adolfo Uriona, argentyński duchowny katolicki, biskup Río Cuarto
  - Magdalena Wołłejko, polska aktorka, scenarzystka telewizyjna i filmowa, dramatopisarka, autorka tekstów piosenek
  - Rudolf Žiak, słowacki samorządowiec, polityk, eurodeputowany
- 1956:
  - Jim Cleary, północnoirlandzki piłkarz
  - Paweł Markowski, polski perkusista, członek zespołu Maanam[5]
  - Tadeusz Paradowicz, polski aktor, lektor, reżyser i scenarzysta filmowy (zm. 2012)
  - Cathy Priestner, kanadyjska łyżwiarka szybka
  - Giuseppe Tornatore, włoski reżyser, scenarzysta i producent filmowy
- 1957:
  - Dag Terje Andersen, norweski polityk
  - Mike Dunlap, amerykański trener koszykówki
  - Chelsea Field, amerykańska aktorka, tancerka
  - Bruce Furniss, amerykański pływak
  - Nitin Gadkari, indyjski polityk
  - Duncan Goodhew, brytyjski pływak
  - David Greenwood, amerykański koszykarz (zm. 2025)
  - Magdalena Kuta, polska aktorka
  - Siouxsie Sioux, brytyjska wokalistka, członkini zespołów Siouxsie and the Banshees[5] i The Creatures(inne języki)
- 1958:
  - Jan Byra, polski dziennikarz, polityk, poseł na Sejm RP
  - Fernando Climent Huerta, hiszpański wioślarz
  - Neil Finn, nowozelandzki wokalista i gitarzysta, członek zespołu Crowded House[5]
  - Teresa Glenc, polska nauczycielka, polityk, posłanka na Sejm RP
  - Roman Graczyk, polski dziennikarz, publicysta
  - Wojciech Kozak, polski samorządowiec, wicemarszałek województwa małopolskiego
  - Claudio Pollio, włoski zapaśnik
  - Linnea Quigley, amerykańska aktorka, producentka filmowa
  - Heike Schulte-Mattler, niemiecka lekkoatleta, sprinterka i skoczkini w dal
  - Justyn Węglorz, polski koszykarz
- 1959:
  - Alaksandr Kasiniec, białoruski lekarz, polityk
  - Cezary Wodziński, polski filozof, wykładowca akademicki (zm. 2016)
- 1960:
  - Ray Armstead, amerykański lekkoatleta, sprinter
  - Aleksandr Baszłaczow, rosyjski bard, poeta (zm. 1988)
  - Juliusz Erazm Bolek, polski poeta, prozaik, felietonista, autor utworów scenicznych
  - Sharon Bolton, brytyjska pisarka
  - Alex Thomas Kaliyanil, indyjski duchowny katolicki, arcybiskup Bulawayo w Zimbabwe
  - Bogdan Precz, polski akordeonista, kompozytor (zm. 1996)
  - Ołeksandr Sydorenko, ukraiński pływak
  - Gabriel Justice Yaw Anokye, ghański duchowny katolicki, arcybiskup Kumasi
- 1961:
  - Rudolf Autrata, czeski okulista, mikrochirurg
  - Maria Bartczak, polska dziennikarka (zm. 2017)
  - Larbi El Hadi, algierski piłkarz, bramkarz
  - James Hughes, amerykański socjolog, bioetyk, wykładowca akademicki
  - Pierre-Henri Raphanel, francuski kierowca wyścigowy
- 1962:
  - Marcelino Bernal, meksykański piłkarz, trener
  - David Mundell, brytyjski polityk
- 1963:
  - Ildar Garifullin, rosyjski kombinator norweski (zm. 2023)
  - Andrzej Kretek, polski piłkarz, bramkarz, trener
  - Maria Walliser, szwajcarska narciarka alpejska
- 1964:
  - Maria Kalaniemi, fińska akordeonistka, pedagog
  - Natalja Kowtun, rosyjska lekkoatletka, sprinterka
- 1965:
  - Pat Cash, australijski tenisista
  - Doug West, amerykański koszykarz
  - Kristina Winberg, szwedzka polityk
- 1966:
  - Adam Bajerski, polski operator filmowy
  - Ludwik Czapka, polski hokeista
  - Jeremias Antônio de Jesus, portugalski duchowny katolicki, biskup Guanhães
  - Sean Kinney, amerykański perkusista, kompozytor, członek zespołu Alice in Chains
- 1967:
  - Paul Gascoigne, angielski piłkarz
  - Eddie McClintock, amerykański aktor
  - George McCloud, amerykański koszykarz
  - Arkadiusz Okroj, polski duchowny katolicki, biskup pomocniczy pelpliński
  - Kristen Skjeldal, norweski biegacz narciarski
  - Marija Szukszyna, rosyjska aktorka
- 1968:
  - Jeff Bagwell, amerykański baseballista
  - Rebekah Brooks, brytyjska dziennikarka
  - Jurij Kosiuk, ukraiński przedsiębiorca
  - Frank Thomas, amerykański baseballista
- 1969:
  - Michael Glöckner, niemiecki kolarz szosowy i torowy
  - José Luís Mumbiela Sierra, hiszpański duchowny katolicki, biskup diecezjalny Ałmaty
  - Dondre Whitfield, amerykański aktor
- 1970:
  - Michele Bartoli, włoski kolarz szosowy
  - Tim Farron, brytyjski polityk
  - Joseph Fiennes, brytyjski aktor, reżyser i producent filmowy, teatralny i telewizyjny
  - Marcin Miller, polski wokalista, kompozytor, autor tekstów, lider zespołu Boys
  - Srđan Verbić, serbski fizyk, działacz oświatowy, polityk
- 1971:
  - Paul Bettany, brytyjski aktor
  - Ołeksandr Czyżewski, ukraiński piłkarz, trener
  - Renáta Hiráková, słowacka koszykarka
  - Lisa Lopes, amerykańska raperka, wokalistka, autorka tekstów, członkini zespołu TLC pochodzenia holenderskiego (zm. 2002)
  - Neli Marinowa-Nesić, bułgarska siatkarka
  - Jessica Polfjärd, szwedzka polityk pochodzenia koreańskiego
  - Sean Reinert, amerykański gitarzysta, perkusista, członek zespołów: Cynic, Death, Gordian Knot, Aghora i Æon Spoke (zm. 2020)
  - Robert Sawina, polski żużlowiec, działacz sportowy
  - Monika Schnarre, kanadyjska aktorka, modelka, prezenterka telewizyjna
  - Lee Sharpe, angielski piłkarz
  - Grant Stafford, południowoafrykański tenisista
  - Beatrix von Storch, niemiecka prawnik, polityk, eurodeputowana
  - Maciej Żółtowski, polski dyrygent, kompozytor, skrzypek, pedagog
- 1972:
  - Sibyl Buck, amerykańska modelka, basistka pochodzenia francuskiego
  - Martin Byford, brytyjski kierowca wyścigowy
  - Eskild Ebbesen, duński wioślarz
  - Juan Antonio González, urugwajski piłkarz
  - Maksim Sokołow, rosyjski hokeista, trener
- 1973:
  - Zoran Ban, chorwacki piłkarz
  - Jacek Kochanowski, polski socjolog, filozof
  - Tana Umaga, nowozelandzki rugbysta pochodzenia samoańskiego
- 1974:
  - Skye Edwards, brytyjska piosenkarka
  - Krzysztof Matyjaszczyk, polski polityk, poseł na Sejm RP, samorządowiec, prezydent Częstochowy
  - Grzegorz Rempała, polski żużlowiec
  - Marjorie Taylor Greene, amerykańska polityk, kongreswoman ze stanu Georgia
  - Izydor (Tupikin), rosyjski biskup prawosławny
  - Agata Zbylut, polska artystka wizualna
- 1975:
  - André 3000, amerykański raper
  - James Dryburgh, szwedzki curler pochodzenia szkockiego
  - Michael Hussey, australijski krykiecista
  - Jadakiss, amerykański raper pochodzenia nigeryjskiego
  - Jamie Oliver, brytyjski kucharz, autor programów i książek kulinarnych
  - Marek Widuch, polski polityk, poseł na Sejm RP, eurodeputowany
- 1976:
  - Anita Blond, węgierska aktorka pornograficzna
  - Krzysztof Bolesta, polski urzędnik państwowy, wiceminister
  - Xədicə İsmayılova, azerska dziennikarka śledcza
  - Aneta Kamińska, polska poetka, tłumaczka
  - Nataša Osmokrović, chorwacka siatkarka
  - RJD2, amerykański didżej, producent muzyczny
  - Jiří Štajner, czeski piłkarz
- 1977:
  - Chris le Bihan, kanadyjski bobsleista
  - Mahela Jayawardene, lankijski krykiecista
  - Atsushi Yanagisawa, japoński piłkarz
- 1978:
  - Hugo Armando, amerykański tenisista
  - Sławomir Kalinowski, polski ekonomista, wykładowca akademicki
  - Joanna Koroniewska-Dowbor, polska aktorka
  - Keith Segovia(inne języki), amerykański piłkarz (zm. 2010)
  - Natalia Straub, ukraińsko-niemiecka szachistka
  - Jiří Vlček, włoski wioślarz pochodzenia czeskiego
- 1979:
  - Ania Brachaczek, polska wokalistka, muzyk, autorka tekstów, kompozytorka, członkini zespołu BiFF
  - Anna Moskwa, polska działaczka społeczna, urzędniczka państwowa, polityk, minister klimatu i środowiska
  - Mile Sterjovski, australijski piłkarz pochodzenia macedońskiego
  - Dmytro Tołkunow, ukraiński hokeista
  - Monika Tyburska, polska kolarka szosowa i torowa
- 1980:
  - Ben Feldman, amerykański aktor
  - Rudolf Huna, słowacki hokeista
  - Thomas Manfredini, włoski piłkarz
  - Michael Steger, amerykański aktor
- 1981:
  - Johan Elmander, szwedzki piłkarz
  - Michael Klukowski, kanadyjski piłkarz pochodzenia polskiego
  - Miloy, angolski piłkarz
  - Iain Robertson, brytyjski aktor
  - Akira Suzuki, japoński basista, członek zespołu The GazettE
  - Daniel Vallejos, kostarykański piłkarz
- 1982:
  - Oliver Allen, angielski żużlowiec
  - Cathleen Martini, niemiecka bobsleistka
  - Natalya Neidhart, kanadyjska wrestlerka
  - Karol Ożóg, polski geodeta, samorządowiec, wicemarszałek województwa podkarpackiego
  - Mariano Pavone, argentyński piłkarz
- 1983:
  - Juryj Cyhałka, białoruski piłkarz
  - Maksim Cyhałka, białoruski piłkarz (zm. 2020)
  - Chamis al-Kaddafi, libijski oficer (zm. 2011)
  - Malina Prześluga, polska pisarka
  - Taryn Thomas, amerykańska aktorka pornograficzna
- 1984:
  - Blake Ahearn, amerykański koszykarz
  - Konrad Berkowicz, polski informatyk, polityk, poseł na Sejm RP
  - Darin Brooks, amerykański aktor
  - Ingmar De Poortere, belgijski kolarz szosowy i torowy
  - Adam Kamiński, kanadyjski siatkarz pochodzenia polskiego
  - Janusz Kołodziej, polski żużlowiec
  - Taiana Lima, brazylijska siatkarka plażowa
  - Marek Modrzejewski, polski hokeista
  - Ołeksandr Żdanow, ukraiński piłkarz
- 1985:
  - Gimena Accardi, argentyńska aktorka filmowa i telewizyjna, piosenkarka, modelka
  - Marko Anttila, fiński hokeista
  - Dariusz Baśkiewicz, polski pilot rajdowy
  - Ivana Bojdová, słowacka piłkarka
  - Dmytro Dubiłet, ukraiński przedsiębiorca, polityk
  - Dudek P56, polski raper
  - Andrew Francis, kanadyjski aktor
  - Szczepan Kończal, polski pianista
  - Franck Mailleux, francuski kierowca wyścigowy
  - Izabela Prudzienica, polska piłkarka ręczna, bramkarka
  - Rest, polski raper
  - Roberto Soldado, hiszpański piłkarz
  - Liz Wahl, amerykańska dziennikarka
- 1986:
  - Takafumi Akahoshi, japoński piłkarz
  - Aleksandra Jawor, polska lekkoatletka, biegaczka długodystansowa
  - Václav Meidl, czeski hokeista
  - Magdalena Pawlaczyk, polska koszykarka
  - Thuso Phala, południowoafrykański piłkarz
  - Emmeline Ragot, francuska kolarka górska
  - André Schembri, maltański piłkarz
  - Lasse Schöne, duński piłkarz
  - Ihor Szymeczko, ukraiński sztangista
  - Taiana Téré, francuska siatkarka pochodzenia polinezyjskiego
- 1987:
  - Emancipator, amerykański muzyk, multiinstrumentalista, producent muzyczny
  - Gervinho, iworyjski piłkarz
  - Bella Heathcote, australijska aktorka
  - Grzegorz Hyży, polski piosenkarz
  - Martina Sáblíková, czeska łyżwiarka szybka
  - Elizabeth Wanyama, kenijska siatkarka
- 1988:
  - Birkir Bjarnason, islandzki piłkarz
  - Scott Loach, angielski piłkarz, bramkarz
  - Siarhiej Łahun, białoruski sztangista (zm. 2011)
  - Tobias Reichmann, niemiecki piłkarz ręczny
  - João Souza, brazylijski tenisista
  - Minami Yoshida, japońska siatkarka
- 1989:
  - Innocent Emeghara, szwajcarski piłkarz pochodzenia nigeryjskiego
  - Christoph Fildebrandt, niemiecki pływak
  - Igor Morozov, estoński piłkarz
  - István Ungvári, węgierski bokser
  - Alona Zawarzina, rosyjska snowboardzistka
- 1990:
  - Samuel Armenteros, szwedzki piłkarz pochodzenia kubańskiego
  - Nacer Barazite, holenderski piłkarz pochodzenia marokańskiego
  - Nadine Beiler, austriacka piosenkarka
  - Chris Colfer, amerykański aktor, piosenkarz
  - Jonas Hector, niemiecki piłkarz
  - Marcus Krüger, szwedzki hokeista
- 1991:
  - Lorenzo Buscarini, sanmaryński piłkarz
  - Ksienija Pierwak, rosyjska tenisistka
  - Rafał Rosolski, polski kajakarz
  - Mário Rui, portugalski piłkarz
  - Armando Sadiku, albański piłkarz
  - Filip Starzyński, polski piłkarz
  - Natalja Worobjowa, rosyjska zapaśniczka
- 1992:
  - Aaron Brown, kanadyjski lekkoatleta, sprinter
  - Masakazu Kamoi, japoński zapaśnik
  - Jeison Murillo, kolumbijski piłkarz
  - Tom Strohbach, niemiecki siatkarz
  - Laurence Vincent-Lapointe, kanadyjska kajakarka, kanadyjkarka
- 1993:
  - Urmatbek Amatow, kirgiski zapaśnik
  - Faik Samet Güneş, turecki siatkarz
  - Jalen Jones, amerykański koszykarz
- 1994:
  - Maximilian Arnold, niemiecki piłkarz
  - Shawnacy Barber, kanadyjski lekkoatleta, tyczkarz (zm. 2024)
  - João Cancelo, portugalski piłkarz
  - Willy Hernangómez, hiszpański koszykarz
  - Federico Ricci, włoski piłkarz
  - Britt Ruysschaert, belgijska siatkarka
  - Aleksandra Uznańska-Wiśniewska, polska politolog, działaczka społeczna, polityk, poseł na Sejm RP
- 1995:
  - Robert Johnson, amerykański koszykarz
  - Bryan Landaverde, salwadorski piłkarz
  - Abdessamad Niani, marokański piłkarz
  - Marcelo Pereira, honduraski piłkarz
  - Jamal Salim, ugandyjski piłkarz, bramkarz
  - Marius Wolf, niemiecki piłkarz
- 1996:
  - Yūhi Fujinami, japoński zapaśnik
  - Brayan Garnica, meksykański piłkarz
  - Li Tu, australijski tenisista pochodzenia chińskiego
  - Julia du Plessis, południowoafrykańska lekkoatletka, skoczkini wzwyż
- 1997:
  - Ayoub Barraj, tunezyjski zapaśnik
  - Anna Bondár, węgierska tenisistka
  - Konrad Laimer, austriacki piłkarz
- 1998:
  - Dimitris Limnios, grecki piłkarz
  - Josep Martínez, hiszpański piłkarz, bramkarz
  - Novak Musić, serbski koszykarz
  - Illa Tereszczenko, ukraiński piłkarz
- 1999:
  - Fabian Barański, polski wioślarz
  - Matheus Cunha, brazylijski piłkarz
  - Lily-Rose Depp, amerykańska aktorka, modelka
  - Shaqir Haruni, albański piłkarz
  - Morteza Szarifi, irański siatkarz
- 2000:
  - Rommel Cabezas, ekwadorski piłkarz
  - Abner Vinícius, brazylijski piłkarz
- 2001:
  - Wojciech Błaszczyk, polski piłkarz ręczny
  - Boldsajchany Chongordzul, mongolska zapaśniczka
  - Zach Herron(inne języki), amerykański wokalista, członek zespołu Why Don’t We(inne języki)
- 2002:
  - Alina Czarajewa, rosyjska tenisistka
  - Jérémy Doku, belgijski piłkarz
  - Gabri Veiga, hiszpański piłkarz
- 2003 – Caden Clark, amerykański piłkarz
- 2004:
  - Alessandro Bovolenta, włoski siatkarz
  - Aleksander Busz, polski koszykarz
  - Yanick Wasser, szwajcarski skoczek narciarski
  - You Young, południowokoreańska łyżwiarka figurowa
- 2005 – Tiago Caballero, paragwajski piłkarz

## Zmarli
- 366 – Prokopiusz, generał, cesarz rzymski (uzurpator) (ur. 325)
- 866 – Ordoño I, król Asturii i Leónu (ur. 831)
- 927 – Symeon I, władca Bułgarii (ur. 866)
- 1039 – Dirk III, hrabia Fryzji (ur. 989)
- 1045 – Bruno, niemiecki duchowny katolicki, biskup Würzburga, święty (ur. ok. 1005)
- 1240 – William de Warenne, angielski arystokrata pochodzenia normańskiego (ur. 1166)
- 1250 – Rainiero da Viterbo, włoski kardynał (ur. ?)
- 1290 – Bożena Przemyślidka, królewna czeska, margrabina brandenburska (ur. przed 1230)
- 1425 – Jakub z Korzkwi, polski duchowny katolicki, biskup płocki (ur. ok. 1350)
- 1426 – Terapont Biełozierski, rosyjski święty mnich prawosłwany (ur. 1337)
- 1444 – Jan Beaufort, angielski arystokrata, wojskowy (ur. 1404)
- 1497 – Benedetto da Maiano, włoski rzeźbiarz (ur. 1442)
- 1505 – Ascanio Sforza, włoski kardynał (ur. ok. 1455)
- 1508 – Ludwik Sforza, książę Mediolanu (ur. 1452)
- 1525 – Thomas Müntzer, niemiecki anabaptysta, teolog ewangelicki (ur. ok. 1489)
- 1541 – Małgorzata Pole, angielska arystokratka, męczennica, błogosławiona (ur. 1473)
- 1564 – Jan Kalwin, szwajcarski reformator religijny pochodzenia francuskiego (ur. 1509)
- 1581 – Krzysztof Batory, książę Siedmiogrodu (ur. 1530)
- 1602 – Jan Brant, polski jezuita, teolog, kompozytor (ur. ok. 1554)
- 1606:
  - Wojciech Bobola, polski szlachcic (ur. 1561)
  - Dymitr Samozwaniec I, car Rosji (ur. 1581)
- 1610 – François Ravaillac, francuski zabójca (ur. 1578)
- 1638 – Jan Wężyk, polski duchowny katolicki, arcybiskup gnieźnieński i prymas Polski (ur. 1575)
- 1650 – Stanisław Naruszewicz, polski szlachcic, polityk (ur. ?)
- 1661 – Archibald Campbell, szkocki arystokrata, polityk (ur. 1607)
- 1676 – Paul Gerhardt, niemiecki duchowny luterański, teolog, poeta religijny (ur. 1607)
- 1690 – Giovanni Legrenzi, włoski duchowny katolicki, kompozytor (ur. ok. 1626)
- 1707 – Markiza de Montespan, francuska arystokratka, kochanka Ludwika XIV (ur. 1641)
- 1723 – Charles Lennox, brytyjski arystokrata, polityk (ur. 1672)
- 1730 – Leonardo Vinci, włoski kompozytor (ur. ?)
- 1734 – Louis Robert Hippolyte de Bréhan, francuski hrabia, pułkownik, dyplomata (ur. 1699)
- 1739 – Johann Gottfried Bernhard Bach, niemiecki organista (ur. 1715)
- 1755 – Stanisław Jagniński, polski szlachcic, wojskowy, polityk (ur. ?)
- 1762 – Alexander Gottlieb Baumgarten, niemiecki filozof (ur. 1714)
- 1766 – Iwan Połzunow, rosyjski górnik, wynalazca (ur. 1728)
- 1770 – Zofia Magdalena, królowa Danii i Norwegii (ur. 1700)
- 1797 – François-Noël Babeuf, francuski polityk (ur. 1760)
- 1800 – Zygmunt Bogacz, polski inżynier hutnik (ur. 1758)
- 1803 – Ludwik I, książę Parmy, król Eturii (ur. 1773)
- 1809 – Marcin Krajewski, polski duchowny katolicki, działacz społeczny (ur. 1737)
- 1811 – Łucja Franciszka Tyszkiewicz, polska arystokratka (ur. 1770)
- 1818 – Ignacy Stadnicki, polski ziemianin, sędzia ziemski, polityk (ur. 1744)
- 1822 – August, książę Saksonii-Gothy-Altenburga, pisarz (ur. 1772)
- 1823 – Andrzej Rafałowicz, polski kupiec, bankier, ławnik, rajca i prezydent Warszawy (ur. 1736)
- 1831:
  - Jedediah Smith, amerykański traper, handlarz futer, podróżnik (ur. 1799)
  - Joseph von Zerboni di Sposetti, pruski urzędnik państwowy, poeta, publicysta (ur. 1766)
- 1839:
  - Barbara Kim, koreańska męczennica, święta (ur. 1805)
  - Barbara Yi, koreańska męczennica, święta (ur. 1825)
- 1840 – Niccolò Paganini, włoski skrzypek, altowiolista, gitarzysta, kompozytor (ur. 1782)
- 1849:
  - William Beauclerk, brytyjski arystokrata, polityk (ur. 1801)
  - Wincenty Kasprzycki, polski malarz, litograf (ur. 1802)
  - Aleksander Wertheim, polski bankier pochodzenia żydowskego (ur. 1787)
- 1858 – Friedrich Schlemm, niemiecki lekarz, anatom, wykładowca akademicki (ur. 1795)
- 1869 – Giovanni Durando, włoski generał, polityk (ur. 1804)
- 1872 – William Russell, brytyjski arystokrata, polityk (ur. 1809)
- 1873 – Pierre-Antoine Lebrun, francuski poeta, dramaturg, polityk (ur. 1785)
- 1877 – Hiacynt Jackowski, polski szlachcic, działacz niepodległościowy, polityk (ur. 1805)
- 1878 – Philipp Johann Ferdinand Schur, niemiecki botanik, farmaceuta, chemik, fabrykant (ur. 1799)
- 1881 – Maciej Hirschler, polski duchowny katolicki, biskup przemyski (ur. 1807)
- 1886:
  - Gonzaga Gonza, ugandyjski męczennik i święty katolicki (ur. ?)
  - Maciej Lumumba Kalemba, ugandyjski męczennik i święty katolicki (ur. 1836)
- 1887 – Feliks Jan Gebethner, polski muzyk, kolekcjoner, kupiec (ur. 1832)
- 1888:
  - Františka Stránecká, czeska pisarka, folklorystka (ur. 1839)
  - Eliasz Jakub Wieliczkier, polski rabin (ur. 1809)
- 1891 – Prentice Mulford, amerykański pisarz, filozof (ur. 1834)
- 1896:
  - Stanisław Piotr Niemira, polski drukarz, wydawca (ur. 1831)
  - Aleksandr Stoletow, rosyjski fizyk, wykładowca akademicki (ur. 1839)
- 1898 – Zygmunt Ścibor-Rylski, polski ziemianin, urzędnik (ur. 1818)
- 1900 – Edmund Dylewski, polski prawnik (ur. 1859)
- 1901 – Artur Hazelius, szwedzki nauczyciel, etnograf, językoznawca (ur. 1833)
- 1906 – Juliusz Żórawski, polski ziemianin, rolnik (ur. 1833)
- 1910 – Robert Koch, niemiecki lekarz, bakteriolog, laureat Nagrody Nobla (ur. 1843)
- 1912 – Alfred Moschkau, niemiecki badacz historii regionalnej, publicysta, poeta, fialelista (ur. 1848)
- 1914:
  - Stanisław Bryniarski, polski malarz, restaurator obrazów (ur. 1829)
  - Joseph Wilson Swan, brytyjski fizyk, chemik, wynalazca (ur. 1828)
- 1916 – Joseph Gallieni, francuski generał, marszałek Francji (pośmiertnie) (ur. 1848)
- 1917 – Jewgienij Aleksiejew, rosyjski admirał (ur. 1843)
- 1918:
  - Robert Little, australijski pilot wojskowy, as myśliwski (ur. 1895)
  - Lillian Watson, brytyjska tenisistka (ur. 1857)
- 1919 – Awit Szubert, polski fotograf (ur. 1837)
- 1920:
  - Andrzej Przerwanek, polski sierżant (ur. 1895)
  - Bogusław Szul-Skjöldkrona, polski major, poeta (ur. 1895)
- 1921 – Maria Antonina Czaplicka, polska etnograf, geograf, antropolog, wykładowczyni akademicka (ur. 1886)
- 1926:
  - Srečko Kosovel, słoweński poeta, krytyk literacki, publicysta (ur. 1904)
  - Theodore Schwan, amerykański generał pochodzenia niemieckiego (ur. 1841)
- 1928:
  - Wilhelm Binder, polski prawnik, sędzia, adwokat, polityk (ur. 1853)
  - Arthur Schoenflies, niemiecki matematyk, krystalograf, wykładowca akademicki (ur. 1853)
- 1929 – Witold Roland, polski aktor (ur. 1898)
- 1930:
  - Stanisław Ciszewski, polski etnograf (ur. 1865)
  - Wiktor Kopp, radziecki dyplomata (ur. 1880)
  - Gabriel Miró, hiszpański pisarz (ur. 1879)
  - Ernst Trömner, niemiecki neurolog (ur. 1868)
- 1931 – Władimir Olderogge, radziecki dowódca wojskowy (ur. 1874)
- 1934 – Stefan Brykczyński, polski pisarz, technolog, uczestnik powstania styczniowego (ur. 1847)
- 1939 – Joseph Roth, austriacki pisarz, dziennikarz pochodzenia żydowskiego (ur. 1894)
- 1940:
  - Władysław Biały, polski duchowny katolicki (ur. 1882)
  - Bolesław Roja, polski generał dywizji, polityk, poseł na Sejm RP (ur. 1876)
- 1941:
  - Ernst Lindemann, niemiecki komandor (ur. 1894)
  - Günther Lütjens, niemiecki admirał (ur. 1889)
- 1942:
  - Ludwik Brzezowski, polski kapitan artylerii rezerwy inżynier (ur. 1890)
  - Chen Duxiu, chiński polityk komunistyczny, publicysta (ur. 1879)
  - Dobiesław Doborzyński, polski podporucznik rezerwy, fizyk (ur. 1904)
  - Karol Stefan Frycz, polski prawnik, działacz narodowy (ur. 1910)
  - Adam Gadomski, polski geograf, geolog, nauczyciel, taternik, podróżnik (ur. 1894)
  - Awksientij Gorodnianski, radziecki generał porucznik (ur. 1896)
  - Ludwik Puget, polski rzeźbiarz, malarz, historyk sztuki (ur. 1877)
  - Pierre Ramus, austriacki teoretyk anarchizmu, dziennikarz, publicysta, działacz ruchów antywojennych, propagator kontroli urodzeń pochodzenia żydowskiego (ur. 1882)
  - Jan Rubczak, polski malarz, grafik (ur. 1884)
  - Piotr Swinarienko, radziecki polityk (ur. 1911)
  - Mieczysław Węgrzyn, polski aktor, autor tekstów piosenek (ur. 1909)
- 1943:
  - Gordon Coates, nowozelandzki polityk, premier Nowej Zelandii (ur. 1878)
  - Mieczysław Kotarbiński, polski malarz, grafik (ur. 1890)
  - Mykoła Małyćkyj, ukraiński ziemianin, działacz społeczny, polityk, senator RP (ur. 1888)
  - Jerzy Mara-Meÿer, polski podporucznik, żołnierz BCh (ur. 1919)
- 1944:
  - Edward Heil, polski harcmistrz, żołnierz AK (ur. 1903)
  - Eugeniusz Kolanko, polski działacz konspiracyjny, poeta, satyryk (ur. 1919)
  - Joan Soler, hiszpański lekarz, działacz sportowy (ur. 1883)
- 1945:
  - Enno Lolling, niemiecki lekarz, funkcjonariusz i zbrodniarz nazistowski (ur. 1888)
  - Jonasz (Orłow), rosyjski biskup prawosławny (ur. 1865)
  - Josef Šusta, czeski historyk, wykładowca akademicki, publicysta, polityk (ur. 1874)
  - Aleksander Tyszkiewicz, polski i litewski hrabia, ziemianin, polityk (ur. 1864)
- 1946:
  - Konstantin Awierjanow, radziecki pilot wojskowy, as myśliwski (ur. 1922)
  - Jan Barylski, polski dziennikarz, pisarz (ur. 1890)
- 1947 – Evans Carlson, amerykański generał (ur. 1896)
- 1949:
  - Szczepan Jeleński, polski inżynier, pisarz, popularyzator nauki (ur. 1881)
  - Martin Knudsen, duński fizyk, wykładowca akademicki (ur. 1871)
- 1951 – Thomas Blamey, australijski marszałek polny (ur. 1884)
- 1952 – Feliks Gwiżdż, polski legionista, kapitan rezerwy, dziennikarz, prozaik, poeta, tłumacz, polityk, poseł na Sejm i senator RP (ur. 1885)
- 1953 – Otto Meissner, niemiecki piłkarz (ur. 1880)
- 1955:
  - Mykoła Kuźmyn, ukraiński polityk, senator RP (ur. 1881)
  - Aleksiej Rodin, radziecki generał pułkownik wojsk pancernych (ur. 1902)
- 1956:
  - Adam Paleolog, polski major obserwator (ur. 1896)
  - Səməd Vurğun, azerski poeta, dramatopisarz, działacz polityczny (ur. 1906)
  - Teofil Witold Wierzbowski, polski inżynier, budowniczy kolei (ur. 1883)
- 1958:
  - Gustav Sandberg, szwedzki piłkarz, trener (ur. 1888)
  - Samuel Stritch, amerykański duchowny katolicki, arcybiskup Chicago, kardynał (ur. 1887)
- 1962 – Egon Petri, niemiecki pianista, pedagog pochodzenia holenderskiego (ur. 1881)
- 1964 – Jawaharlal Nehru, indyjski polityk, pierwszy premier Indii (ur. 1889)
- 1965:
  - Oskar Dinort, niemiecki pilot wojskowy i sportowy, generał major (ur. 1901)
  - Jewgienij Pawłowski, rosyjski parazytolog, zoolog, wykładowca akademicki (ur. 1884)
  - Wojciech Rozpara, polski pedagog, pszczelarz, sadownik, działacz rolniczy (ur. 1883)
  - Kazimierz Wyszomirski, polski działacz ruchu ludowego, pedagog (ur. 1902)
- 1967:
  - Tilly Edinger, niemiecko-amerykańska paleontolog, paleoneurolog (ur. 1897)
  - Jack Heid, amerykański kolarz szosowy i torowy (ur. 1924)
- 1968 – Marian Tarnawski, polski generał brygady (ur. 1923)
- 1969 – Jeffrey Hunter, amerykański aktor (ur. 1926)
- 1970 – Rose McConnell Long, amerykańska polityk (ur. 1892)
- 1971:
  - Aleksander Król, polski inżynier architekt, konserwator zabytków, historyk architektury (ur. 1890)
  - Armando Picchi, włoski piłkarz, trener (ur. 1935)
- 1972:
  - José Garibi Rivera, meksykański duchowny katolicki, arcybiskup metropolita Guadalajary, kardynał (ur. 1889)
  - David Hall, amerykański lekkoatleta, średniodystansowiec (ur. 1875)
  - Kazimierz Makarczyk, polski szachista, trener (ur. 1901)
- 1975:
  - Ezzard Charles, amerykański bokser (ur. 1921)
  - Iwan Wołkow, radziecki polityk (ur. 1906)
- 1978:
  - Ahmad Busajf, mauretański wojskowy, polityk, premier Mauretanii (ur. 1934)
  - Konstantin Gorszenin, radziecki prawnik, polityk (ur. 1907)
- 1980 – Wincenty Faber, polski poeta, autor tekstów piosenek (ur. 1936)
- 1981:
  - János Pilinszky, węgierski poeta (ur. 1921)
  - Jan Styczyński, polski fotografik (ur. 1917)
- 1982 – Jan Kwapisz, polski reżyser teatralny, pedagog (ur. 1932)
- 1983 – Józef Lejtes, polski reżyser i scenarzysta filmowy pochodzenia żydowskiego (ur. 1901)
- 1985 – Archie Stark, amerykański piłkarz pochodzenia szkockiego (ur. 1897)
- 1987:
  - Olof Eriksson, fiński heraldyk (ur. 1911)
  - John Howard Northrop, amerykański biochemik, laureat Nagrody Nobla (ur. 1891)
- 1988:
  - Mirosław Azembski, polski reportażysta, dziennikarz, publicysta (ur. 1923)
  - Ernst Ruska, niemiecki fizyk, laureat Nagrody Nobla (ur. 1906)
- 1989:
  - Mirosław Dąsal, polski alpinista, himalaista, publicysta (ur. 1952)
  - Zygmunt Andrzej Heinrich, polski taternik, himalaista (ur. 1937)
- 1991 – Paweł Kaleta, polski kompozytor, działacz społeczny (ur. 1912)
- 1992:
  - Machiko Hasegawa, japońska mangaka (ur. 1920)
  - Michael Coleman Talbot, amerykański pisarz (ur. 1953)
- 1993:
  - Stanisław Gierszewski, polski historyk, wykładowca akademicki (ur. 1929)
  - Andrzej Wąsowski, polski pianista (ur. 1919)
- 1994 – Luis de Carlos, hiszpański działacz piłkarski (ur. 1907)
- 1995:
  - Karol Kocot, polski lekkoatleta, młociarz (ur. 1915)
  - Janina Zakrzewska, polska prawnik, sędzia Trybunału Konstytucyjnego (ur. 1928)
- 1996:
  - Aleksander Blum, polski rusycysta i historyk emigracyjny, wykładowca akademicki (ur. 1908)
  - Aksel Bonde Hansen, duński wioślarz (ur. 1918)
  - Józef Ondrusz, polski nauczyciel, literat, kulturoznawca, etnograf, redaktor, bibliofil (ur. 1918)
  - Aleksiej Zasuchin, rosyjski bokser (ur. 1937)
- 1997 – Jan Stoberski, polski pisarz (ur. 1906)
- 1998 – Antonio Carlos Pacheco e Silva, brazylijski psychiatra (ur. 1898)
- 1999:
  - Zofia Alberowa, polska historyk sztuki (ur. 1924)
  - James Rowland, australijski marszałek lotnictwa (ur. 1922)
  - Violet Webb, brytyjska lekkoatletka, sprinterka, płotkarka i skoczkini w dal (ur. 1915)
- 2000:
  - Franciszek Cymbarewicz, polski generał brygady, lekarz (ur. 1917)
  - Kazimierz Leski, polski mechanik, wynalazca, żołnierz AK (ur. 1912)
  - Tadeusz Link, polski fotografik (ur. 1916)
  - Maurice Richard, kanadyjski hokeista (ur. 1921)
- 2002:
  - Aleksiej Prochorow, radziecki generał major lotnictwa (ur. 1923)
  - Witalij Sołomin, rosyjski aktor (ur. 1941)
- 2003:
  - Luciano Berio, włoski kompozytor (ur. 1925)
  - François Bondy, szwajcarski pisarz, wydawca, dziennikarz (ur. 1915)
  - Jacek Rychlewski, polski chemik, matematyk, wykładowca akademicki (ur. 1947)
- 2004:
  - Ryszard Ber, polski scenarzysta i reżyser filmowy, teatralny i telewizyjny (ur. 1933)
  - Ladislav Hecht, słowacki tenisista pochodzenia żydowskiego (ur. 1909)
  - Geraldo Majela Reis, brazylijski duchowny katolicki, arcybiskup Diamantiny (ur. 1924)
  - Werner Tübke, niemiecki malarz, grafik (ur. 1929)
- 2005:
  - Piotr Gładki, polski lekkoatleta, maratończyk (ur. 1972)
  - Jan Karol Kostrzewski, polski lekarz, polityk, minister zdrowia i opieki społecznej (ur. 1915)
  - Wojciech Standełło, polski aktor (ur. 1932)
- 2006 – Fernando Romeo Lucas García, gwatemalski polityk, prezydent Gwatemali (ur. 1924)
- 2007:
  - Izumi Sakai, japońska piosenkarka (ur. 1967)
  - Jan Sobczyński, polski malarz (ur. 1918)
- 2008:
  - Mirosław Azembski, polski dziennikarz, reportażysta, publicysta (ur. 1923)
  - Abram Raselemane, południowoafrykański piłkarz (ur. 1978)
- 2009:
  - Ammo Baba, iracki piłkarz, trener (ur. 1934)
  - Clive Granger, walijski ekonomista, laureat Nagrody Banku Szwecji im. Alfreda Nobla w dziedzinie ekonomii (ur. 1934)
  - Jacek Maziarski, polski dziennikarz, publicysta, polityk (ur. 1937)
- 2010 – Peter Keefe, amerykański producent telewizyjny (ur. 1952)
- 2011:
  - Jeff Conaway, amerykański aktor (ur. 1950)
  - Małgorzata Dydek, polska koszykarka (ur. 1974)
  - Jacek Puchała, polski chirurg (ur. 1956)
  - Gil Scott-Heron, amerykański poeta, muzyk (ur. 1949)
- 2012:
  - Romana Hałat, polska malarka (ur. 1937)
  - Johnny Tapia, amerykański bokser (ur. 1967)
- 2013:
  - György Bárdy, węgierski aktor (ur. 1921)
  - Bill Pertwee, brytyjski aktor (ur. 1926)
- 2014 – Thomas Bourke, australijski rugbysta (ur. 1922)
- 2015 – Erik Carlsson, szwedzki kierowca wyścigowy (ur. 1929)
- 2016:
  - Dżamila Ankiewicz, polska reżyserka, scenarzystka filmowa i dokumentalna (ur. 1961)
  - Tadeusz Buranowski, polski działacz opozycji antykomunistycznej (ur. 1947)
  - František Jakubec, czeski piłkarz (ur. 1956)
  - Zdzisław Kozłowski, polski działacz sportowy (ur. 1936)
  - Petro Herkulan Malczuk, ukraiński duchowny katolicki, biskup kijowsko-żytomierski (ur. 1965)
  - Girolamo Prigione, włoski duchowny katolicki, arcybiskup, nuncjusz apostolski (ur. 1921)
- 2017:
  - Gregg Allman, amerykański muzyk, wokalista, członek zespołu The Allman Brothers Band (ur. 1947)
  - Andrzej Rausz, polski aktor (ur. 1937)
  - Bohdan Roliński, polski dziennikarz (ur. 1936)
- 2018:
  - Gardner Dozois, amerykański pisarz science fiction, wydawca (ur. 1947)
  - Ali Lutfi, egipski polityk, premier Egiptu (ur. 1935)
  - Krystyna Karkowska, polska aktorka (ur. 1926)
  - Marek Łuczak, polski duchowny katolicki, dziennikarz (ur. 1972)
  - Zenon Perwenis, polski działacz opozycji antykomunistycznej, aktywista społeczny (ur. 1949)
  - Donald Peterson, amerykański pilot wojskowy, astronauta (ur. 1933)
- 2019:
  - Kevin Joseph Aje, nigeryjski duchowny katolicki, biskup Sokoto (ur. 1934)
  - Tony Horwitz, amerykański pisarz, dziennikarz (ur. 1958)
- 2020:
  - Sam Johnson, amerykański polityk (ur. 1930)
  - Bogumiła Sawa, polska historyk, regionalistka (ur. 1940)
  - Krzysztof Żołnierowicz, polski szachista (ur. 1962)
- 2021:
  - Ryszard Głowacz, polski archeolog, konserwator zabytków (ur. 1955)
  - Heinrich Janssen, niemiecki duchowny katolicki, biskup pomocniczy Münster (ur. 1932)
  - Poul Schlüter, duński prawnik, polityk, eurodeputowany, premier Danii (ur. 1929)
- 2022:
  - Michael Sela, izraelski chemik, biochemik, immunolog (ur. 1924)
  - Angelo Sodano, włoski duchowny katolicki, sekretarz stanu Stolicy Apostolskiej, dziekan Kolegium Kardynalskiego, kardynał (ur. 1927)
- 2023:
  - Horst Bertram, niemiecki piłkarz, bramkarz (ur. 1948)
  - Ilja Kabakow, rosyjski rysownik, autor instalacji (ur. 1933)
  - Jan Mrvík, czeski wioślarz (ur. 1939)
- 2024:
  - Jan Kieniewicz, polski historyk, profesor nauk humanistycznych, dyplomata (ur. 1938)
  - Bill Walton, amerykański koszykarz (ur. 1952)
  - Stefan Wojtas, polski pianista, pedagog muzyczny (ur. 1943)
- 2025:
  - Freddie Aguilar, filipiński piosenkarz, kompozytor (ur. 1953)
  - Heliodoro Dols, hiszpański architekt (ur. 1933)
  - Ed Gale, amerykański aktor, kaskader (ur. 1963)
  - Jerzy Jastrzębski, polski filolog, profesor nauk humanistycznych (ur. 1945)
  - Jean Tiberi, francuski prawnik, polityk, mer Paryża (ur. 1935)
  - Juan Ramón Verón, argentyński piłkarz, trener (ur. 1944)